# Lamar Boren
Lamar Boren (* 3. Mai 1917 in Provo, Utah; † 15. Januar 1986 in La Jolla, Kalifornien, USA) war ein US-amerikanischer Unterwasser-Kameramann, der bei etlichen Hollywoodfilmen hinter und vor der Kamera wirkte. Besonders bekannt wurde Boren durch seine Arbeit an mehreren James-Bond-Filmen. Sein Schaffen als Chefkamera umfasst mehr als 25 Produktionen für Film und Fernsehen. Für Unterwasseraufnahmen war er an mehr als 20 Produktionen beteiligt.

## Filmografie (Auswahl)
- 1958: Der alte Mann und das Meer (The Old Man and the Sea)
- 1963: Flipper
- 1964: Neues Abenteuer mit Flipper (Flipper’s New Adventure)
- 1965: Clarence, der schielende Löwe (Clarence, the Cross-Eyed Lion)
- 1965: James Bond 007 – Feuerball (Thunderball)
- 1966: James Bond 007 – Man lebt nur zweimal (You Only Live Twice)
- 1966: Namu, der Raubwal (Namu, the Killer Whale)
- 1970: Nur Fliegen ist schöner (Brewster McCloud)
- 1973: Die Odyssee der Neptun (The Neptune Factor)
- 1976: Die Flut bricht los (Flood) (Fernsehfilm)
- 1977: James Bond 007 – Der Spion, der mich liebte (The Spy Who Loved Me)
- 1978: Abenteuer in Atlantis (The Amazing Captain Nemo) (Fernsehfilm)
- 1979: James Bond 007 – Moonraker – Streng geheim (Moonraker)